# Santa Anita
Santa Anita és un districte de la província de Lima al Perú. És part de ciutat de Lima.
Oficialment establert com a districte el 25 d'octubre de 1989 a partir dels districtes d'Ate i El Agustino separats pel Rio Surco .
L'actual alcalde de Santa Anita és José Luis Nole.
Les parts bàsiques de Santa Anita són: la mateixa Santa Anita, originalment pertanyents a Ate; i Los Ficus i Universal, originalment seccions d'El Agustino. Les àrees industrials a l'est de Santa Anita i Universal marquen el límit amb Ate.

## Geografia
El districte té una superfície de 10,69 km². El seu centre administratiu està situat a 195 metres sobre el nivell del mar.

### Límits
- Cap al nord: El Agustino i Ate
- A l'est: Ate
- Cap al sud: El Agustino i Ate
- Cap a l'oest: El Agustino

## Demografia
Segons l'estimació del 2002 per l'INEI, el districte té 154.359 habitants i una densitat de 14.439,6 persones/km². El 1999, hi havia 27.908 cases al districte.